# 17069 Adyantshankar
17069 Adyantshankar este o planetă minoră (asteroid), cu un diametru de 4,455 km, din centura de asteroizi. A fost descoperită pe 15 aprilie 1999 la Experimental Test Site⁠(d) de Lincoln Near-Earth Asteroid Research. 
Obiectul prezintă o orbită caracterizată de o semiaxă mare de 2,3782411 UAi, o excentricitate de 0,01, o înclinație de 6,70513 ° în raport cu ecliptica.